# Salvador Casañas i Pagès
Salvador Casañas i Pagès (ur. 5 września 1834 w Barcelonie, zm. 27 października 1908 tamże) – hiszpański duchowny rzymskokatolicki, biskup diecezjalny Urgell i współksiążę episkopalny Andory w latach 1879–1901, biskup diecezjalny Barcelony w latach 1901–1908, kardynał. 

## Życiorys
Święcenia kapłańskie otrzymał 18 grudnia 1858 w Barcelonie. 29 listopada 1895 papież Leon XIII mianował go kardynałem, nadając mu tytuł prezbitera Santi Quirico e Giulitta. Od 1901 do swojej śmierci był biskupem diecezjalnym Barcelony. Na początku 1906 w katedrze barcelońskiej był obiektem nieudanego zamachu, który dokonał hiszpański anarchista, Jose Salas Comas.